# Goois Lyceum

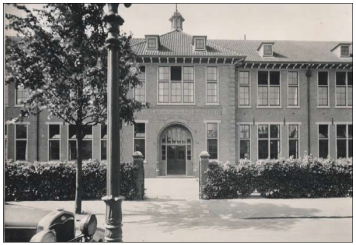
Oorspronkelijke schoolgebouw uit 1911

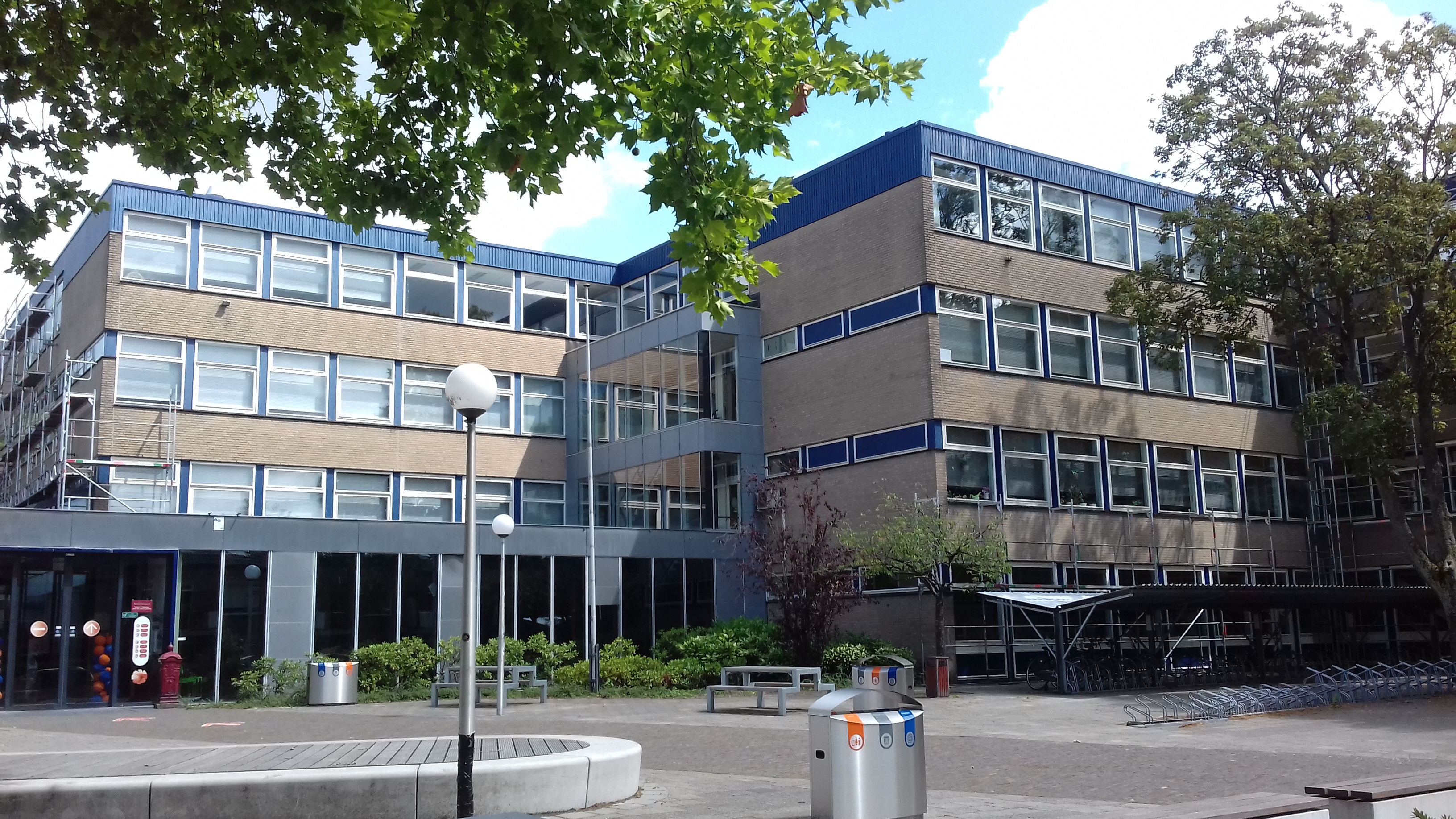
Het huidige gebouw van het Goois Lyceum, zijaanzicht voorkant

Het Goois Lyceum is een algemeen bijzonder lyceum voor voortgezet onderwijs aan de Vossiuslaan 2a te Bussum. De school werd in 1911 opgericht als 'Gooische Hoogere Burgerschool' en biedt havo, vwo, technasium en gymnasium.

## Geschiedenis
Op 26 augustus 1910 werd de 'Vereniging Gooische Hoogere Burgerschool' opgericht, omdat er in Bussum geen school voor hoger middelbaar onderwijs beschikbaar was. De oprichters, verenigd in het Oprichtingscomité onder leiding van de architect Cornelis Kruisweg, deden een aanvraag bij het Rijk om een Rijks-HBS te beginnen, maar deze werd geweigerd. Hierna werd er een verzoek gedaan bij de gemeente, maar omdat daar de katholieke en protestantse raadsleden in de meerderheid waren, werd het verzoek afgewezen om een openbare school te stichten. Hierdoor resteerde slechts de optie om vanuit particulier initiatief een bijzonder neutrale school te beginnen. Als erevoorzitter van het schoolbestuur werd de toenmalige burgemeester van Bussum, Herman Theodoor s'Jacob, benoemd.
De eerste steen voor het oorspronkelijke gebouw, ontworpen door Kruisweg zelf, werd gelegd op 21 januari 1911, en is voorzien van de tekst 'Kennis is macht'. De hoofdingang en het schoolplein bevonden zich toen aan de Vondellaan, aan de achterzijde van het huidige gebouw. Op 11 september 1911 ving het eerste schooljaar aan als Gooische Hoogere Burgerschool, kortweg Gooische HBS, onder leiding van de eerste directeur, dr. Gerbert Henri Fabius. Pas midden jaren vijftig begon de Gooise HBS haar elitaire karakter te verliezen. Nadat de school in 1964 werd uitgebreid met een gymnasiumafdeling, werd de naam gewijzigd in Goois Lyceum en werd het schoolbestuur omgedoopt tot Vereniging Gooise Scholengemeenschap. Het huidige gebouw stamt uit 1977 en is ontworpen door de architect Rutger Dirk Bleeker. Het gebouw is een voorbeeld van het gematigd functionalisme waar de architect bekend om is geworden, met strakke lijnen, hoekige vormen en een aantal doosvormige volumes, die gedragen worden door betonnen kolommen.

## School
De school bestaat uit een havo-, een vwo-, een gymnasium- en een technasium-afdeling. Er zijn brugklassen havo/vwo, waarna de leerling doorstroomt naar ofwel havo ofwel atheneum, en er zijn eerste klassen vwo-plus in de varianten gymnasium en technasium. In het schooljaar 2014-2015 waren er 1253 leerlingen. De meeste leerlingen komen uit Bussum en Naarden, een aantal komt echter ook uit omliggende gemeenten, zoals Almere, Diemen, Eemnes, Huizen, Laren, Blaricum, Hilversum en Weesp. De school is organisatorisch onderdeel van de in 1995 opgerichte Stichting Gooise Scholen Federatie, waarvan naast het Goois Lyceum nog zeven scholen uit de regio deel uitmaken.
De school organiseert onder meer een jaarlijkse musical, schoolfeesten, en heeft een leerlingenraad en ouderraad. Het gebouw beschikt over een mediatheek en een aantal computerruimten. De school onderhoudt internationale contacten met andere scholen, waardoor zij uitwisselingsprogramma's aan de leerlingen kan aanbieden. Ook is zij een van de weinige scholen in Nederland die filosofie als eindexamenvak aanbieden. Bovendien biedt de school Spaans aan, in tegenstelling tot veel andere middelbare scholen. De school doet tevens regelmatig mee met het Nederlands Kampioenschap Debatteren voor Middelbare Scholieren te Leiden. Er bestaat sinds 1961 een Gooise Oud-Leerlingen Vereniging (GOLV), die elk lustrumjaar in samenwerking met de schoolleiding een reünie organiseert. Ter gelegenheid van het honderdjarig bestaan van de school is in 2011 het 'Eeuwboek Goois Lyceum 1911-2011' uitgegeven, geschreven door de historici Paul Schneiders (oud-leraar) en Ernest Hueting (oud-leerling).

## Onderwijs
Op 4 februari 2013 ontving toenmalig rector Henk Lenselink in de Nieuwe Kerk in Den Haag uit handen van staatssecretaris van OCW Sander Dekker het predicaat Excellente School 2012. Dit gold voor de vwo-afdeling (inclusief het gymnasium). Op 13 januari 2014 reikten premier Mark Rutte en staatssecretaris Dekker het predicaat Excellente School 2013 uit voor zowel vwo als havo, en op 26 januari 2015 en 18 januari 2016 ontving de school wederom het predicaat Excellente School voor zowel vwo als havo. Op 30 september 2015 kreeg het Goois Lyceum als eerste school in de Benelux door de University of Cambridge het predicaat 'Cambridge English School' toegekend; daardoor mag het Goois Lyceum zelf de internationaal erkende Cambridge-examens afnemen. Vanaf 1 januari 2016 doet het Goois Lyceum mee met de pilot van de zogeheten 'regelluwe school'.

## Trivia
- Op 24 november 2013 werd het KRO-programma De Reünie uitgezonden, met klas 3 havo uit schooljaar 1983-1984.[4]
- Goois Lyceum is ook de naam van de school van de hoofdpersoon in de roman 'Dubbelliefde' van Adriaan van Dis. Dit Goois Lyceum was gelegen in de fictieve plaats Halfstad in het Gooi.

## Oud-leerlingen en -medewerkers

### Bekende oud-leerlingen
- Duco Abspoel, sportjournalist;
- Jeroen Akkermans, journalist;
- Dick Bakker, dirigent, componist;
- Herman Pieter de Boer, auteur, journalist, tekstschrijver, songwriter;
- Leontine Borsato, televisiepresentatrice;
- Ron Brandsteder, televisiepresentator;[5]
- Casper van den Broek, journalist;
- Hans Cornelissen, acteur;
- Dotan Harpenau, zanger;[noot 1][6]
- Youp van 't Hek, cabaretier;
- F.W. van Heerikhuizen, letterkundige en dichter;
- Raoul Heertje, (tekst)schrijver, stand-upcomedian;
- Hans Jeekel, voormalig Tweede Kamerlid D66;
- Henry Meijdam, voormalig burgemeester Zaanstad en gedeputeerde VVD;
- Youri Mulder, voetballer;
- Leo Platvoet, voormalig gemeenteraadslid Bussum en Amsterdam, voormalig Eerste Kamerlid en eerste partijvoorzitter van GroenLinks;
- Peter Santa, dirigent;
- Arthur Staal, architect;
- Jan Thijssen, verzetsstrijder;
- Wim Thomassen, oprichter PVDA, oud-burgemeester Rotterdam, voormalig Eerste Kamerlid
- Ferry Weertman, olympisch medaillewinnaar, zwemmer.

### Bekende oud-medewerkers
- Willem Brandt, schrijver, journalist, president-curator Gooische HBS;
- Marja Brouwers, schrijfster, docente Engels Goois Lyceum;
- Cornelis Anthony Jacobus van Dishoeck, uitgever, medeoprichter en bestuurslid Gooische HBS;[7]
- H.N. de Frémery, redacteur en voorzitter kerkeraad NPB-kerk, medeoprichter en bestuurslid Gooische HBS;
- Douwe Jan Andries baron van Harinxma thoe Slooten, burgemeester 's-Graveland en Ankeveen, medeoprichter en bestuurslid Gooische HBS;
- Nicolaas van der Kreek, beeldhouwer, leraar tekenen Gooische HBS;
- Cornelis Kruisweg, architect, medeoprichter Gooische HBS;
- Cornelis Dirk Nagtglas Versteeg, civiel- en elektrotechnisch ingenieur, medeoprichter en bestuurslid Gooische HBS;[8]
- Anton Pannekoek, hoogleraar sterrenkunde Universiteit van Amsterdam, lid KNAW, leraar natuur- en scheikunde Gooische HBS;[9]
- Nen van Ramshorst, televisiepresentatrice, gemeenteraadslid GroenLinks en wethouder Bussum, winnaar Thorbeckeprijs 2000, docente Nederlands en conrector Goois Lyceum, docente Nederlands Willem de Zwijgercollege Bussum;
- Johannes Cornelis Schoute, hoogleraar plantkunde en genetica Rijksuniversiteit Groningen, lid KNAW, leraar biologie Gooische HBS;[10]